# Synagoge Páva-Straße (Budapest)

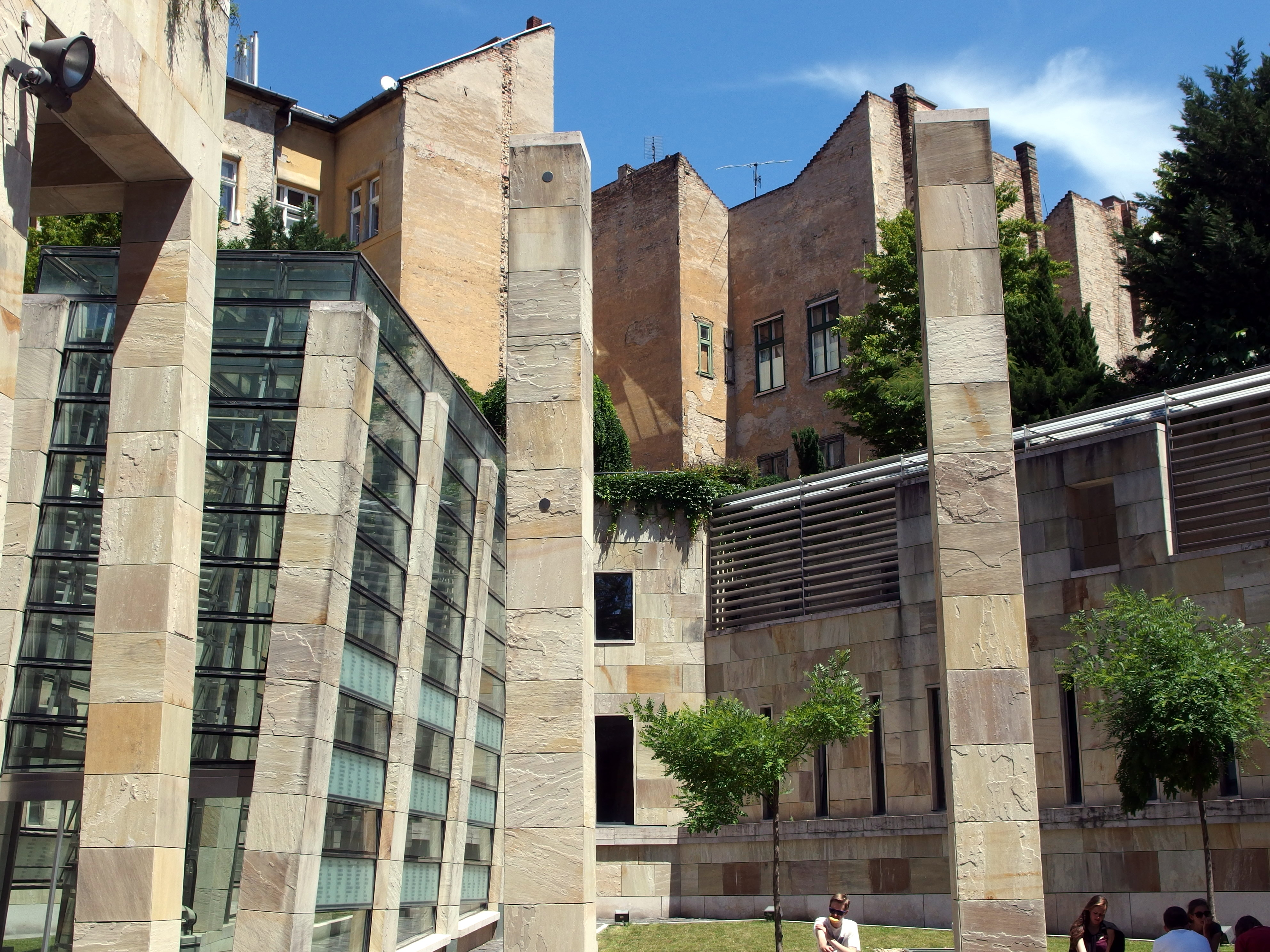
Synagoge in der Páva-Straße, im Vordergrund der Neubau des Holokauszt Emlékközpont

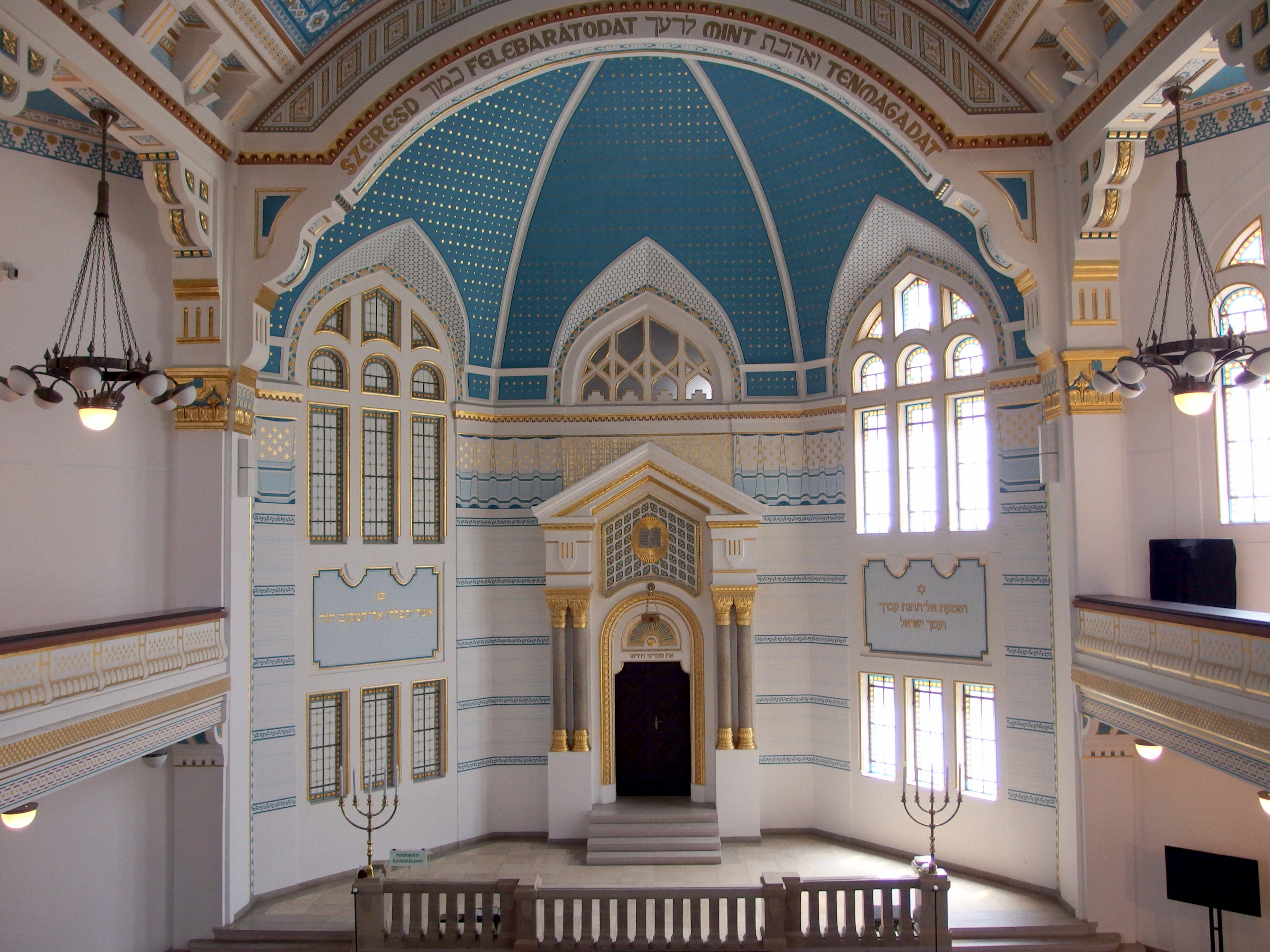
Innenansicht

Die profanierte Synagoge in der Páva-Straße 39 von Budapest, der ungarischen Hauptstadt, wurde 1923 errichtet. Die als Kulturdenkmal klassifizierte Synagoge gehört heute zum Holocaust-Erinnerungszentrum.
Die Synagoge wurde nach Plänen des Architekten Lipót Baumhorn errichtet, das Grundstück stiftete der Industrielle Géza Belatini Braun. Das Gebäude wurde in den 2000er Jahren renoviert.